# Libia na Letnich Igrzyskach Paraolimpijskich 2000
Libia na Letnich Igrzyskach Paraolimpijskich 2000 w Sydney była reprezentowana przez 17 sportowców, w tym 1 kobietę. Był to drugi start tego państwa na letnich igrzyskach paraolimpijskich (poprzedni miał miejsce w 1996 roku).
Pierwszy medal paraolimpijski dla tego kraju zdobył sztangista Abdelrahim Hamed. Libia zajęła tym samym 64. miejsce w tabeli medalowej.

## Zdobyte medale
| Medal | Zawodnik         | Dyscyplina           | Konkurencja      |
| ----- | ---------------- | -------------------- | ---------------- |
| Brąz  | Abdelrahim Hamed | Podnoszenie ciężarów | +100 kg mężczyzn |

## Wyniki

### Judo
Mężczyźni
| Zawodnik                | Konkurencja | 1/8                      | Ćwierćfinały      | Półfinały        | Repasaż 1                 | Repasaż 2             | Finał            | Finał | Źródło |
| Zawodnik                | Konkurencja | Przeciwnik Wynik         | Przeciwnik Wynik  | Przeciwnik Wynik | Przeciwnik Wynik          | Przeciwnik Wynik      | Przeciwnik Wynik |       | Źródło |
| ----------------------- | ----------- | ------------------------ | ----------------- | ---------------- | ------------------------- | --------------------- | ---------------- | ----- | ------ |
| Mohamed Ali Elhur       | -60 kg      | —                        | Lee P 0000 - 1000 | NQ               | Zeilermeier P 0000 - 1000 | NQ                    | NQ               | NQ    | [ 3 ]  |
| Saleh Mansour Suliman   | -90 kg      | Kapitonow P 0000-0200    | NQ                | NQ               | NQ                        | NQ                    | NQ               | NQ    | [ 4 ]  |
| Miloud Issa Abdurrahman | -100 kg     | Papachristos P 0000-1001 | NQ                | NQ               | García W                  | Matsumoto P 0000-1100 | NQ               | NQ    | [ 5 ]  |

### Podnoszenie ciężarów
Mężczyźni
| Zawodnik         | Kategoria | Wynik  | Pozycja | Źródło |
| ---------------- | --------- | ------ | ------- | ------ |
| Abdelrahim Hamed | +100 kg   | 235 kg |         | [ 6 ]  |

Kobiety
| Zawodniczka | Kategoria | Wynik   | Pozycja | Źródło |
| ----------- | --------- | ------- | ------- | ------ |
| Ghazala Ali | +82,5 kg  | 67,5 kg | 9       | [ 7 ]  |

### Siatkówka na siedząco
- Reprezentacja mężczyzn

| - Saleh Ibrahim Abdelgader Saleh - Mustafa Abusetin - Salah Alaguri - Mousbah Almednene - Abulgasem Elghashir - Zuhair Elkelabe |  | - Salem Emhemed Salem - Salem Mansur - Hashem Saeid - Ali Said Salil - Gama Susaen - Abdulhakim Zaituni |

| Drużyna | Konkurencja | Faza grupowa     | Faza grupowa     | Faza grupowa             | Faza grupowa         | Faza grupowa     | Faza grupowa | Ćwierćfinały     | Miejsca 5-8      | Mecz o 7. miejsce | Pozycja | Źródło |
| Drużyna | Konkurencja | Przeciwnik Wynik | Przeciwnik Wynik | Przeciwnik Wynik         | Przeciwnik Wynik     | Przeciwnik Wynik | Pozycja      | Przeciwnik Wynik | Przeciwnik Wynik | Przeciwnik Wynik  | Pozycja | Źródło |
| ------- | ----------- | ---------------- | ---------------- | ------------------------ | -------------------- | ---------------- | ------------ | ---------------- | ---------------- | ----------------- | ------- | ------ |
| Libia   | mężczyźni   | Egipt 0:3        | Finlandia 0:3    | Bośnia i Hercegowina 3:0 | Korea Południowa 1:3 | Australia 3:2    | 4            | Iran 0:3         | Holandia 0:3     | Węgry 0:3         | 8       | [ 8 ]  |